# Co-Fusion
Co-Fusion（コ・フュージョン）は、日本の音楽グループである。
DJ WADAとHeigo Taniの2人から成る。東京都を拠点に活動している。

## 歴史
1998年、アルバム『Co-Fu』をリリースした。2001年にリリースしたアルバム『Co-Fu2』は、雑誌『snoozer』の年間ベスト・アルバム第24位に選ばれた。世界各国でライヴ活動を行い、日本ではフジロックフェスティバル、朝霧JAM、WIREなどに出演している。約10年の活動休止期間を経て、2019年に活動を再開した。

## ディスコグラフィー

### スタジオ・アルバム
- Co-Fu（1998年）
- Co-Fu2（2001年）

### コンピレーション・アルバム
- Live & Remixes（1999年）
- Final Resolution（2009年）

### EP
- 180 EP（1998年）
- Strutin' Remixes EP（1999年）
- Cycle Remixes EP（1999年）
- Zit'r Bug Remixes EP（1999年）
- Pod EP（2001年）
- The Colour of Beetroot EP（2000年）
- Twilight EP（2002年）
- Material to Digital to Analog EP（2002年）
- Funky Show EP（2003年）
- Hot! Hot!! (Love to Heart)（2005年）
- Hot! Hot!! (Love to Heart) Remixes（2005年）
- La La Ra EP（2005年）

### シングル
- Frontier（1995年）
- Diretta（1995年）
- Indigo / Point Seven（2001年）
- Acorn（2001年）
- 1911（2007年）
- Rink / Devgru（2007年）
- Res / Diffusion（2019年）
- We Are Out of Control（2020年）